# Square du Caroubier
Le Square du Caroubier est un espace vert situé au cœur du vieux quartier du Suquet à Cannes. Il a été réhabilité en 2019 par les services de la ville et l'artiste Modely Thibaud.

## Historique
Autrefois, se trouvait à cet emplacement un cimetière, au pied de l’Église paroissiale de Notre-Dame-d'Espérance. Cet espace vert, situé en contrebas de l’église, a été construit et aménagé au début du XXe siècle pour agrémenter le quartier de la vieille ville de Cannes et offrir aux locaux et visiteurs un espace de détente.  
Depuis 2019, un programme de création et de réhabilitation des jardins et squares publics a été engagé. L’aménagement de ce square bénéficie également de la volonté de réhabiliter le quartier historique du Suquet en lieu touristique et culturel ; la première phase est lancée, dès 2016, avec l’aménagement du « Suquet des artistes », résidence d’artistes, installée dans l’ancienne morgue. C’est dans ce contexte et cette émulation que le square du Caroubier est entièrement réhabilité en 2019.

## Situation et accès
Le square du Caroubier est un espace vert situé au sommet du Suquet, quartier historique de la Ville de Cannes érigé sur la colline se trouvant à l’ouest de la baie et au-dessus du vieux port. 
De forme rectangulaire, le square s’étend, en paliers, sur 450 m2, entre la place Chanoine-Paul Grau – sur sa partie haute – et la Traverse de la Tour – sur sa partie basse.

## Réhabilitation du square
La réhabilitation du square est initiée en 2020, à la fois d’un point de vue paysager par les services de la ville et d’un point de vue artistique par la commande d’une ornementation céramique à l’artiste cannois Modely Thibaud.

### Végétation
Aménagé dans le respect du développement durable, les Services des espaces verts de la Ville ont choisi des espèces endémiques, peu consommatrices en eau et très bien adaptées au climat méditerranéen, telles que Santolines, Agapanthes, Lavandes, Oliviers, Cyprès et Caroubier.
Le caroubier est à l’honneur dans ce square éponyme. C’est un arbre fruitier emblématique du pourtour méditerranéen capable de se plaire sur des terrains pauvres et sur des coteaux arides et qui a apporté une ressource à de nombreux peuples méditerranéens.

### Intervention artistique en céramique
Pour l’ornementation artistique, Modely Thibaud est intervenu en collaboration avec le pôle Art Moderne et Contemporain - Centre d’art de la Malmaison, sous la direction de Numa Hambursin. Le travail de céramique réunit plusieurs centaines de carreaux de grès peints et émaillés, ainsi que 9 vasques et une jarre centrale, tous réalisés à la main par Modely Thibaud en collaboration avec l’atelier de Cyril Vandromme, à Vallauris. L’ornementation s’inspire des fleurs plantées dans le square réinventant ainsi la décoration traditionnelle des jardins et des maisons méridionales et méditerranéennes. L’artiste a souhaité créer un dialogue fécond et pédagogique entre les fleurs plantées et celles représentées. Des poèmes de Frédéric Mistral ont été peints sur certaines des céramiques, notamment des passages de son poème Mireio, pour apporter une dimension supplémentaire, intellectuelle, littéraire et onirique.